# Općina Duplek
Općina Duplek (slo.:Občina Duplek) je općina u sjeveroistočnoj Sloveniji u pokrajini Štajerskoj i statističkoj regiji Podravskoj. Središte općine je naselje Zgornji Duplek s 1.532 stanovnika.

## Zemljopis
Općina Duplek nalazi se u sjeveroistočnom dijelu Slovenije.  Područje općine je prelazno područje između brdovitog područja Slovenskih Gorica i ravničarske doline rijeke Drave.
U općini vlada umjereno kontinentalna klima.
Zapadna granica općine je rijeka Drava. Svi ostali vodotoci su mali i njeni su pritoci.

## Naselja u općini
Ciglence, Dvorjane, Jablance, Spodnja Korena, Spodnji Duplek, Vurberk, Zgornja Korena, Zgornji Duplek, Zimica, Žikarce

## Vanjske poveznice
- Službena stranica općine